# Koto (gruppo musicale)
I Koto sono stati un gruppo italiano. Le loro canzoni più famose sono Visitors e Jabdah.
Il loro stile è stato etichettato "spacesynth" e consiste di una fusione tra Italo disco e space disco.

## Carriera
Originariamente composti da Anfrando Maiola e Stefano Cundari, devono la loro notorietà a singoli quali Chinese Revenge (1982), Japanese War Game (1983), Visitors (1985),  che viene considerato un classico del genere space disco, e Dragon's Legend (1988), contenente estratti sonori del videogioco Dragon's Lair. I loro brani di maggior successo sono Visitors (1985) e Jabdah (1986), che sono rimasti nelle classifiche tedesche, austriache e svizzere per alcune settimane. Tutti i sopracitati successi sono stati raccolti nell'album di esordio Masterpieces (1989).  Nel 1989 è entrato nell'organico il produttore discografico olandese Michiel van der Kuy, destinato a rimanere l'unico membro della formazione.
Nel 1990 è uscito Koto Plays Synthesizer World Hits, album che contiene delle riletture di classici per sintetizzatore come Pulstar di Vangelis. Tre anni più tardi i Koto hanno pubblicato Koto Plays Science-Fiction Movie Themes, un altro disco di cover che però omaggia le colonne sonore di vari film di fantascienza.
Nel 1992 è uscito From the Dawn of Time. Nel 2021 è uscito Return of the Dragon.

## Formazione
- Roberto Bisca
- Alex Cundari
- Stefano Cundari
- Anfrando Maiola
- Michiel van der Kuy

## Discografia

### Album in studio (Michiel van der Kuy)
- 1989 – Masterpieces
- 1990 – Koto Plays Synthesizer World Hits
- 1992 – From the Dawn of Time
- 1993 – Koto Plays Science-Fiction Movie Themes
- 2021 – Return of the Dragon

### Singoli ed EP
- 1982 – Chinese Revenge
- 1983 – Japanese War Game
- 1985 – Visitors
- 1986 – Jabdah
- 1987 – The Koto Mix
- 1988 – Dragon's Legend
- 1988 – Dragon's Megamix
- 1989 – Chinese Revenge '89
- 1989 – Time
- 1990 – Champions Cue
- 1990 – Acknowledge
- 1991 – The Maxi-CD Collection
- 1992 – Mind Machine
- 1992 – Mechanic Sense
- 2001 – Club Classics 02 (Anfrando Maiola)
- 2001 – Koto Is Still Alive (Anfrando Maiola)
- 2003 – Blow the Whistle (Anfrando Maiola)
- 2003 – Plaet X (Anfrando Maiola)
- 2022 – Tron